# Josef Maier (Skilangläufer)
Josef „Sepp“ Maier (* 11. Mai 1935 in St. Peter; † 8. Juni 2012 ebenda) war ein deutscher Landwirt und Skilangläufer.

## Leben
Josef Maier, einer von vier Söhnen des Landwirts Karl Maier, wuchs auf dem elterlichen "Rohrerhof" auf. Nach seiner Karriere als Skilangläufer übernahm Josef Maier 1966 den elterlichen Hof in St. Peter, den er wiederum 1996 an seinen Sohn Christoph übergab. 1984 bis 1994 war er Mitglied im Gemeinderat von St. Peter.
Von 1957 bis 1961 gewann er für den SC St. Peter neun Titel als Deutscher Meister im Skilanglauf über 15 und 30 Kilometer sowie der Marathon-Distanz von 50 Kilometern und mit der Länderstaffel. Zudem errang er sechs zweite Plätze bei den nationalen Titelkämpfen 1960/1963. Mit der "Familienstaffel Maier" der Brüder Rudolf, Fritz, Sepp und Hans wurde er 1959 in Schönwald Schwarzwald-Staffelmeister und 1961 Deutscher Vizemeister der Vereinsstaffeln.
Bei den Olympischen Winterspielen 1960 in Squaw Valley belegte Josef Maier den 26. Platz im Rennen über 30 Kilometer. Bei den finnischen Skispielen in Lahti 1961 war er über 15 Kilometer bester deutscher Skilangläufer; ebenfalls am Holmenkollen bester Gesamtdeutscher über 15 km. 1962 nahm er an der Nordischen Skiweltmeisterschaft in Zakopane teil.
1966 wurde er Ehrenmitglied des Skiclubs St. Peter. Im Jahr 1975 wurde Josef Maier die Goldene Ehrennadel des Skiverbandes Schwarzwald verliehen.

## Erfolge
- 1957 bis 1961: Neun Mal Deutscher Meister im Skilanglauf
- 1960: 26. Platz bei den Olympischen Spielen in Squaw Valley (30 km Dauerlauf)
- 1961: Neunte Deutsche Meisterschaft über alle vier Distanzen (15 km, Dauerlauf 30 km, Marathon 50 km und Länderstaffel)
- 1960/1963: Sechs Mal Deutscher Vizemeister im Skilanglauf